# Enrique Ávila
Enrique Pérez Ávila (Madrid, 15 de julio de 1930-Madrid, 31 de mayo de 2017)  más conocido como Enrique Ávila, fue un actor español.

## Filmografía
- 1984 Proceso a Mariana Pineda (miniserie) - Episode #1.4
- 1976 Esclava te doy
- 1976 El soldado de fortuna
- 1974 Señora doctor
- 1972 Mi querida señorita
- 1971 Crónicas de un pueblo (serie de televisión) - Episodio "El viajero de la sonrisa"
- 1971 Si estás muerto, ¿por qué bailas?
- 1971 El Zorro, caballero de la justicia
- 1970 Hembra
- 1970 Palabra de Rey (cortometraje)
- 1970 Consigna: matar al comandante en jefe
- 1970 La muerte busca un hombre
- 1970 El alma se serena
- 1969 Los diablos de la guerra
- 1969 Prisionero en la ciudad
- 1969 Comando al infierno
- 1969 La batalla del último Panzer
- 1969 Mercenarios sin gloria
- 1968 Las Vegas, 500 millones
- 1967 Operación cabaretera
- 1967 Frontera al sur
- 1967 El hombre que mató a Billy el Niño
- 1967 La familia Colón (serie de televisión)
- 1966 Espi... ando
- 1966 Pampa salvaje
- 1966 Operación Secretaria
- 1966 Por un puñado de canciones
- 1966 Por mil dólares al día (como Enrique Avila)
- 1966 El rayo desintegrador
- 1966 Posición avanzada
- 1965 El hombre de Toledo
- 1965 La frontera de Dios
- 1964 Un rincón para querernos
- 1964 Fin de semana
- 1964 Alféreces provisionales
- 1964 Cyrano y d'Artagnan
- 1964 El tulipán negro
- 1963 Trampa para Catalina
- 1962 Los siete espartanos
- 1962 Héroes de blanco
- 1962 Tómbola
- 1962 Cerca de las estrellas
- 1962 El hombre del expreso de Oriente
- 1961 La IV carabela
- 1961 Madame Sans-Gene
- 1961 Aquí están las vicetiples
- 1961 Un taxi para Tobruk
- 1960 María, matrícula de Bilbao
- 1960 Un hecho violento
- 1960 Días de feria
- 1960 Café de Chinitas
- 1960 La fiel infantería
- 1959 Molokai, la isla maldita
- 1959 Los tramposos (como Enrique Avila)
- 1959 El día de los enamorados
- 1959 Salto a la gloria
- 1959 Las de Caín
- 1957 ...Y eligió el infierno